# 弗雷泽·克拉克
弗雷泽·克拉克（英語：Frazer Clarke，1991年8月7日—），英国男子拳击运动员，2021年年底成为职业选手。他曾代表英国参加2020年夏季奥林匹克运动会拳击比赛，获得男子91公斤以上级铜牌。